# 8270 Winslow
8270 Winslow (1989 JF) là một tiểu hành tinh vành đai chính được phát hiện ngày 2 tháng 5 năm 1989 bởi E. F. Helin ở Đài thiên văn Palomar.